# Siphocampylus sulfureus
Siphocampylus sulfureus är en klockväxtart som beskrevs av Franz Elfried Wimmer. Siphocampylus sulfureus ingår i släktet Siphocampylus och familjen klockväxter. Inga underarter finns listade i Catalogue of Life.